# 柳瀬正夢
柳瀬 正夢（やなせ まさむ、1900年1月12日 - 1945年5月25日） は、美術家、画家、デザイナー、舞台美術家。本名は正六、別名は夏川八朗。

## 来歴・人物
愛媛県松山市で生まれる。3歳で母と死別し、家計を助けながら画家を志した。松山時代の学友に丸山定夫がいる。11歳のとき、福岡県門司市（現・北九州市）に移る。
1914年、父の反対を押し切って上京、小杉放庵宅食客の水木伸一のもとに身を寄せる。ここで村山槐多と知り合い、親交を結んだ。1915年、門司に戻る。小倉で売文社社員の松本文雄に出会い、初めて社会主義思想に触れた。10月、15歳で油彩「河と降る光と」が院展に入選し、早熟の天才画家として有名になった。その後北九州の洋画普及、美術運動に努める一方、たびたび上京を試みた。1920年の上京時、長谷川如是閑の世話で『我等』の校正係となり生活が安定した。同年、長谷川の斡旋で読売新聞に入り、時事漫画を描いた。
折しも米騒動やロシア革命に刺激を受け、大正デモクラシーが高まりを見せた頃で、文芸界でも民衆芸術論が盛んに議論された。柳瀬もそのような芸術運動に傾倒してゆき、普門暁の未来派美術協会に入ったり、村山知義、尾形亀之助、大浦周蔵、門脇晋郎とともにMAVOを結成したりして、前衛美術に進んだ。1924年には、三科造形美術協会を結成している。
一方でプロレタリア美術にも傾倒し、1921年に種蒔く人、未来派美術協会に参加。1923年に日本漫画会発起人となる。そして1925年、日本プロレタリア文芸連盟の結成に参加、同年創刊の無産者新聞に参加し、多くの挿絵を執筆した。
1931年10月、日本共産党入党。しかし翌1932年に治安維持法違反で検挙され、拷問を受ける。こうした逆境にもめげずに、プロレタリア美術への運動を続け、無産階級の画家として知られたゲオルグ・グロッスを日本に紹介した。他にもカリカチュア、絵画に始まり、デザイン（ポスター）、コラージュ、舞台美術、絵本など、戦前～戦中にかけて幅広く活躍した。『日本』に執筆した縁で五百木飄亭や阿部里雪と親交を持ち、1941年頃からは盛んに俳句を作って柳原極堂の『鶏頭』に投句した。
1945年5月25日、新宿駅で山の手空襲にあい爆死したとされている。享年45。諏訪に疎開していた娘を見舞うため、22時発の中央本線の夜行列車に乗ろうとした所、空襲に遭ったと言われている。東京都東村山市の「圓龍寺」の柳瀬家の墓に眠っている。

## 主要文献
- ねじ釘の如く―画家・柳瀬正夢の軌跡／井出孫六／岩波書店／1996年
- ポスターの社会史　大原社研コレクション／法政大学大原社会問題研究所　梅田俊英／ひつじ書房／2001年（無産者新聞のポスターの写真あり）
- 柳瀬正夢全集／柳瀬正夢全集刊行委員会編 ／三人社／2013年〜（全４巻＋別巻１）　第一巻既刊
- 下記展覧会の展覧会カタログ

## 主要な展覧会
- 村山知義と柳瀬正夢の世界 : グラフィックの時代（板橋区立美術館・1990年）
- ねじ釘の画家 : 没後四十五年柳瀬正夢展（武蔵野美術大学美術資料図書館・1990年）
- 柳瀬正夢 : 疾走するグラフィズム（武蔵野美術大学美術資料図書館・1995年）
- 柳瀬正夢展 : 画布からあふれ出した筆跡 : 没後50年記念（（久万）町立久万美術館・1995年）.
- 柳瀬正夢展 : 生誕100年記念（愛媛県美術館、福岡県立美術館、宮城県美術館・2000年）.
- 槿の画家：柳瀬正夢展 （武蔵野美術大学美術資料図書館・2008年）.
- 柳瀬正夢 1900－1945（北九州市立美術館、神奈川県立近代美術館葉山、愛媛県美術館・2013-2014年）.

## 主要な作品収蔵先
- 武蔵野美術大学美術館・図書館
- 東京都現代美術館美術図書室 （「柳瀬文庫」として、装丁、挿絵、日記など関係の資料、図書、カタログ、雑誌等を収蔵）
- 愛媛県美術館
- 法政大学大原社会問題研究所 - 無産者新聞ポスターなど、数多くの作品を収蔵。